# Eduardo Velasco
Eduardo Velasco Querino (Santa Coloma de Gramenet, 28 luglio 1968) è un attore spagnolo.

## Biografia
All'età di 12 anni si trasferisce con la sua famiglia inizialmente nella località de Los Corrales, nella provincia di Siviglia, per poi spostarsi di nuovo nella città di Málaga. Anni dopo si sposta nella capitale sivigliana dove si laurea in arte drammatica presso l'Istituto di Teatro di Madrid. È José Carlos Plaza a offrirgli la prima grande opportunità artistica con l'opera teatrale Solas, accanto a Lola Herrera.
Stabilitosi a Madrid fonda la società teatrale Avanti Teatro.
Sul piccolo schermo partecipa episodicamente in serie come Gli uomini di Paco, I Serrano, Mis adorables vecinos, Acusados o Guante blanco anche se la sua maggiore popolarità televisiva in Spagna arriva con il personaggio di Pedro Camacho, il professore di ginnastica nella serie L'internato. Successivamente interpreta ruoli principali in serie come Bandolera o La regina del sud. Pur avendo lavorato molto sia nel cinema che nella televisione, l'ambito in cui si è dedicato maggiormente è quello del teatro.

## Esperienza professionale

### Personaggi fissi
- Servir y proteger, nel ruolo di Fernando Quintero (2017-¿?)
- La visitadora de cárceles: Concezione Arenal TV-Movie. Dir. Laura Mañá (2012)
- Cuore ribelle (Bandolera), interpretando José Mistral (2012)
- La Regina del Sud (La reina del sur), nei panni del Colonnello Abdelkader (2011)
- 90-60-90, diario secreto de una adolescente, nel ruolo di Abe Mitre (2009)
- L'internato, nella parte di Pedro Camacho (2007-2008)

### Personaggi episodici
- Toy Boy
  - “¿Por qué me llaman El Turco?” (14 novembre 2021)
- Olmos y Robles  (2016)
- Víctor Ros (2016)
- Cuéntame un cuento
  - "Blancanieves" (17 novembre 2014)
- Marco (2 gennaio 2012)
- Homicidios
  - "La mano derecha ensangrentada" (5 dicembre 2011)
- Cuéntame cómo pasó
  - "Estandartes y banderas" (3 novembre 2011)
  - "Una mujer de bandera" (10 novembre 2011)
- Aída
  - "Las normas de la casa de las chicas" (31 ottobre 2010)
- Águila Roja
  - 21 ottobre 2010
  - 28 ottobre 2010
- Acusados
  - "Fuera de control" (4 marzo 2009)
  - "Laura" (18 marzo 2009)
  - "Toda la verdad" (25 marzo 2009)
- Herederos
  - "Segunda oportunidad" (30 dicembre 2008)
- Guante blanco
  - "El depósito" (14 novembre 2008)
- Lalola
  - "Lola descubre un desfase contable en la agencia" (18 agosto 2008)
  - "El nuevo director creativo quiere despedir al equipo actual" (20 agosto 2008)
  - "Natalia amenaza a Lola con conseguir su despido" (21 agosto 2008)
  - "Julia y Nico se besan" (22 agosto 2008)
- Hospital Central 
  - "De repente la risa se hizo llanto" (12 aprile 2007)
- El comisario
  - "Justicia desesperada" (31 ottobre 2006)
- Mesa para cinco
  - "El buen compañero" (22 settembre 2006)
- Tirando a dar (2006)
- Los hombres de Paco
  - "La mafia calabresa" (16 febbraio 2006)
  - "Un día tonto lo tiene cualquiera"  (14 febbraio 2007)
- I Serrano
  - "El armario empotrado" (8 febbraio 2006)
  - "Breve historia de la filosofía" (1 maggio 2007)
- Mis adorables vecinos 
  - "Eres un enfermo" (1 gennaio 2006)
- Amare per sempre (telenovela)
  - Beatriz 'rescata' a Mario (8 novembre 2005)
  - "Marcos se entera de la boda de Elisa"/"Enriqueta y Manolita 'ganan' la quiniela"/"Jerónimo paga al prestamista" (21 dicembre 2006)
  - "Roque sale de la celda de aislamiento"/"Elisa lee la carta de Ernesto"/"Ángel discute con Pirules por Sito"/"Carlota hace el amor con Don Matías y rompe su compromiso"/"Rosario y Pablo se besan" (26 dicembre 2006)

### Teatro
- La Giuria Dir Andrés Lima. 2016
- L'ingannatore di Siviglia e il convitato di pietra Dir Darío Facal. Produzione Teatro spagnolo. 2015
- Dono Juan Tenorio Dir: Bianca Portillo. Versione di Juan Mayorga. 2014
- El encuentro. Dir: Luglio Fraga. Idea originale: Eduardo Velasco. Personaggio: Santiago Carrillo. 2014
- El profeta loco. Dir: Paco Bernal. Testo originale di Eduardo Velasco. 2013
- Las flores de Don Juan. Dir: José Bornás. Testo di Lope de Vega. 2013
- Ay, Carmela. Dir: José Sanchis Sinisterra. 2013
- Noches de acero. Direttore dell'opera. Testo di Saúl F. Bianco. 2012
- Uomini e topi (romanzo) Diretto da Miguel del Arco. (2012).
- Volveremos a hablar de esta noche. Dir: Jaime Palacios. Testo di Jaime Palacios, debutto nazionale. 2011.
- Produttore di Julio César. Dir: José Carlos Plazas. 2010.
- Amor plautónico. Diretto da Chusa Martín con testo di David Desola. Personaggio: Boris. 2009.
- So happy together. Dir: José Bornás. Prodotto da Apata teatro. 2009.
- Solas. Centro Andaluso di Teatro/ Maestranza films/ Pentación Teatro. Dir: José Carlos Plaza. Personaggio: Juan (Il camionista) Tournée 2005-2006.
- Fondatore di Avanti Teatro e Produttore Creativo di Después de Ricardo, Versione libera di Riccardo III (Shakespeare) Dir: Julio Fraga. Debutto ad Almagro e a Feria di Teatro de Palma del Río 2005.
- Juro por Dios que este no es mi próximo espectáculo. Laraña Teatro SL. Tournée 2002/ 03.
- Camino del cielo. Dir: Jorge Rivera. Testo di Juan Mayorga, debutto nazionale. Prodotto da Skaena Teatro e Teatro Alameda, Málaga. Personaggio: Il Delegato della Croce Rossa.
- Otelo, el moro, Emilio Hernández. CAT. Personaggio: Casio Gira 00/ 01.

### Cinema
- El futuro ya no es lo que era. Dir Pedro Luis Barbero. Zebra Producciones. 2015
- Flexibility. Corto. Dir: Remedios Crespo. 2014
- Promesas que cumplir Produzione: MediaGroup Sureña. 2014
- El país del miedo Dir: Francisco Espada. Basato sul romanzo di Isaac Rosa. 2014
- Historias de Lavapiés Dir: Ramón Luque. 2013
- Fumando espero Dir: Eduardo Casanova. Corto. 2013
- ¿Dónde están las llaves? Dir: Ana Graciani. Corto. 2013
- Revenge Dir: Miguel Ángel Postigo. 2012
- La mula. Dir: Michael Radford. 2012
- Los niños salvajes Dir: Patricia Ferreira 2012
- La última isla Dir: Dacil Pérez Guzmán. 2012
- Lo que ha llovido. Dir: Antonio Cuadri. 2011.
- Disminuir el paso. Corto. Premio nel II Certamen de Cortos Deportivos de Marca. Dir: Iván Hermes. 2011
- Evelyn. Dir: Isabel Docampo. 2010.
- Donde el olor del mar no llega. Dir: Lilian Rosado González. 2010.
- Miénteme co-prodotta da IndigoMedia. 2009
- La balada del estrecho. Dir: Jaime Botella. 2009.
- Los minutos del silencio. Dir: Rafael Robles. 2008.
- Bajo el mismo cielo. Dir: Silvia Munt. Arrayas Produzioni. 2008.
- El patio de mi cárcel. Dir: Belén Macías. 2008.
- Carlito alla conquista di un sogno Dir: Jesús del Cerro. 2008.
- Spininn. Dir: Eusebio Pastrana. 2007.
- Ladrones. Dir: Jaime Marqués. 2007.
- Propiedad privada. Dir: Ángeles Muñiz. Cortometraggio 35mm. Nominato ai Goya 2006.
- Cornamusa. Corto. Dir: Nacho Albert. 2006.
- El camino de Víctor. Dir: Dacil Pérez Guzmán. Sakai-films produzioni 2004.
- Las huellas que devuelve el mar. Gabi Beneroso. Zona Zine del festival del cinema di Málaga 2004.
- El día de mi boda. Corto. Sezione officiale del Festival del cinema di Málaga 2004.
- El juego de Pedro. Enrique García. Corto 2004
- Illo, ¿tienes un pitillo? Salvador Blanco. FICCAB 04 premio RTVA come miglior produzione audiovisiva andalusa. Premio del pubblico a Cinemálaga 2004 Corto.
- Historia de la economía social. Corto Documentario. M30M. Presentatore 2003
- La casa de la luna. Gabi Beneroso. 2002
- Punto y Coma. Hermanos López. Toma 27.In formato HD 2002.
- Café. Enrique García. Primo premio di video creazione del festival del cinema di Málaga. 2001

### Altri
- Partecipazione nel videoclip Y en tu ventana, di Andy e Lucas. 2004